# Systropus tessellatus
Systropus tessellatus är en tvåvingeart som beskrevs av Snellen van Vollenhoven 1863. Systropus tessellatus ingår i släktet Systropus och familjen svävflugor. Inga underarter finns listade i Catalogue of Life.